# Friedrich Moritz von Wattenwyl
Friedrich Moritz von Wattenwyl (Bern, 17 augustus 1867 - aldaar, 4 juli 1942) was een Zwitsers militair. In 1916 kwam hij in opspraak door de kolonelsaffaire.

## Biografie

### Afkomst en opleiding
Friedrich Moritz von Wattenwyl was een zoon van Emanuel Moritz, die officier was in dienst van het koninkrijk Napels, en van de Hongaarse Gisela von Medveczky. In 1899 trouwde hij met Alice Madeleine Louise Bürky. Hij studeerde rechten in Bern, Leipzig en Heidelberg en behaalde een doctoraat in 1891.

### Carrière
Friedrich Moritz von Wattenwyl ging in het Zwitserse leger aan de slag als instructeur bij de artillerie. Hij was tevens brigadecommandant bij opleidingen, manoeuvres en op het slagveld in het Ottomaanse Rijk, Duitsland en Oostenrijk-Hongarije. Hij was lid van de generale staf van het Zwitserse leger en stond sinds 1912 aan het hoofd van de inlichtingendienst. In 1915 bezocht hij het Duitse front van de Eerste Wereldoorlog.
Bij het uitbreken van de kolonelsaffaire in 1916 werd hij samen met Karl Egli ontzet uit zijn functies nadat hij geheime informatie had doorgespeeld aan Duitsland en Oostenrijk-Hongarije. Vervolgens ging hij voor diverse Zwitserse kranten en de Zwitserse generale staf aan de slag als oorlogscorrespondent aan het front. Van 1919 tot 1923 was hij directeur van een hulporganisatie voor Oostenrijkse kinderen.

## Onderscheidingen
- Militaire onderscheiding van het Oostenrijkse Rode Kruis.

- Gemeinsame Normdatei: 1079567232
- Historisch woordenboek van Zwitserland: 024391
- Système universitaire de documentation: 162394659
- Virtual International Authority File: 313549740
- WorldCat: E39PBJpJbKWr66DFx7MmRKFtKd